# The Beatles Box Set
The Beatles Box Set è un cofanetto costituito dall'insieme degli album dei Beatles pubblicati in Inghilterra, per la prima volta in formato CD.

## Storia
Il cofanetto venne pubblicato nel 1988 dalla EMI in Europa e dalla Capitol negli Stati Uniti (n. catal. BBX2-91302). Per la prima volta questa compilation rendeva disponibile l'intero catalogo dei Beatles in formato audio digitale. Il cofanetto, disponibile anche su dischi in vinile e musicassette, comprende tutti gli album britannici originali dei Beatles, più la versione LP di Magical Mystery Tour, che era stata pubblicata solamente negli Stati Uniti nel 1967. Inoltre sono compresi anche i due volumi della raccolta Past Masters, contenente singoli, B-side, canzoni tratte da EP, e altri brani sparsi non reperibili altrimenti. Curiosamente, anche se tutti gli album originali del gruppo erano stati già pubblicati in versione stereo su vinile e cassetta, le versioni dei primi quattro album incluse in questo cofanetto sono quelle mono rimasterizzate digitalmente su CD nel 1987.
Il cofanetto contiene anche un libretto a cura del massimo esperto dei Beatles Mark Lewisohn, che racconta la genesi di ogni canzone contenuta nei vari album.
Questa edizione in cofanetto degli album dei Beatles è stata resa obsoleta dalla pubblicazione nel 2009 dei box set The Beatles Stereo Box Set e The Beatles in Mono.

## Album contenuti nel cofanetto
| Album                                 | Etichetta  | Etichetta          | Data Pubblicazione | Data Pubblicazione | Pos. Clas. | Pos. Clas. |
| Album                                 | UK         | U.S.               | UK                 | U.S.               | UK         | U.S.       |
| ------------------------------------- | ---------- | ------------------ | ------------------ | ------------------ | ---------- | ---------- |
| Please Please Me                      | Parlophone | Parlophone/Capitol | 22 marzo 1963      | 26 febbraio 1987   | 1          | –          |
| With the Beatles                      | Parlophone | Parlophone/Capitol | 22 novembre 1963   | 26 febbraio 1987   | 1          | –          |
| A Hard Day's Night                    | Parlophone | Parlophone/Capitol | 10 luglio 1964     | 26 febbraio 1987   | 1          | –          |
| Beatles for Sale                      | Parlophone | Parlophone/Capitol | 4 dicembre 1964    | 26 febbraio 1987   | 1          | –          |
| Help!                                 | Parlophone | Parlophone/Capitol | 6 agosto 1965      | 30 aprile 1987     | 1          | –          |
| Rubber Soul                           | Parlophone | Parlophone/Capitol | 3 dicembre 1965    | 30 aprile 1987     | 1          | –          |
| Revolver                              | Parlophone | Parlophone/Capitol | 5 agosto 1966      | 30 April 1987      | 1          | –          |
| Sgt. Pepper's Lonely Hearts Club Band | Parlophone | Capitol            | 1º giugno 1967     | 2 giugno 1967      | 1          | 1          |
| Magical Mystery Tour                  | Parlophone | Capitol            | 19 novembre 1967   | 26 novembre 1967   | 31         | 1          |
| The Beatles ("White Album")           | Parlophone | Capitol            | 22 novembre 1968   | 25 novembre 1968   | 1          | 1          |
| Yellow Submarine                      | Parlophone | Capitol            | 17 gennaio 1969    | 13 gennaio 1969    | 3          | 2          |
| Abbey Road                            | Parlophone | Capitol            | 26 settembre 1969  | 1º ottobre 1969    | 1          | 1          |
| Let It Be                             | Parlophone | Capitol            | 8 maggio 1970      | 18 maggio 1970     | 1          | 1          |
| Past Masters, Volume One              | Parlophone | Parlophone/Capitol | 7 marzo 1988       | 8 marzo 1988       | 49         | 149        |
| Past Masters, Volume Two              | Parlophone | Parlophone/Capitol | 7 marzo 1988       | 8 marzo 1988       | 46         | 121        |